# Wet lokaal spoor
De wet lokaal spoor bepaalt wat in Nederland een lokale spoorweg is. In de praktijk vallen alle metro- en tramlijnen hieronder. Dit in tegenstelling tot de historische term lokaalspoorweg die vooral secundaire spoorwegen betrof, inclusief lange tramlijnen tussen stedelijke gebieden in.

## Kenmerken
Een lokale spoorweg is een als zodanig aangewezen spoorweg die bestemd is voor openbaar personenvervoer met stads-, voorstads- of regionale spoorvervoerdiensten of voor goederenvervoer, en die geen hoofdspoorweg is. Aan lokale spoorwegen worden minder hoge eisen gesteld dan aan hoofdspoorwegen.
Provincies dragen zorg voor het beheer van lokale spoorwegen. Dit betekent dat ProRail niet automatisch de spoorwegbeheerder van een lokaalspoorweg is.

### Wijzigingen
In 2005 werd de oude wetgeving weer uit de kast gehaald. Een aantal hoofdspoorlijnen die eigendom zijn van museumspoorlijnen, werden aangewezen als lokaalspoorweg om te voorkomen dat ProRail de beheerder zou worden van deze lijnen. ProRail heeft namelijk een beheerconcessie gekregen voor alle hoofdspoorwegen in Nederland en men vond het niet de taak voor ProRail om spoorlijnen te beheren die niet meer of uitsluitend door museumlijnen gebruikt worden.
Met de komst van de Wet lokaal spoor en het Besluit aanwijzing van lokale spoorwegen is de situatie wederom veranderd. Deze regels wijzigen de definitie van lokaal spoor. Sindsdien vallen tram-, sneltram-, lightrail- en metrolijnen onder de werking van de Wet lokaal spoor. Museumlijnen zijn 'bijzondere spoorwegen' geworden. De regels voor bijzondere spoorlijnen staan in het Besluit bijzondere spoorwegen. De Locaalspoor- en Tramwegwet uit 1900 is per 1 december 2015 afgeschaft.